# Bengt Nirje
Bengt Nirje est un médecin suédois, principalement connu pour être à l'origine de la propagation du concept de normalisation des personnes handicapées adultes, dans les années 1960, par opposition à l'institutionnalisation. Ses idées rencontrent un grand succès au Danemark et en Suède, puis aux États-Unis et au Canada dans les années 1970,. Il publie un ouvrage récapitulant ces principes en 1969.